# Hugo Reinsch
Edgar Hugo Emil Reinsch (* 11. September 1809 in Wunsiedel; † 1. November 1884 in Erlangen) war ein bayrischer Chemiker und Botaniker.
Sein botanisches Autorenkürzel lautet „H.Reinsch“.

## Leben
Hugo Reinsch war Lehrer für Chemie und Physik, Rektor der Technischen Schule in Zweibrücken und später Rektor in Erlangen.
Der Reinsch-Test trägt seinen Namen. Dieser Test wird von Toxikologen zum Aufspüren der Schwermetalle Antimon, Arsen, Bismut, Selen und Quecksilber in biologischen Proben verwendet.

## Werke (Auswahl)
- Ueber die wahrscheinliche Zusammensetzung der chemischen Grundstoffe. Grau, Wunsiedel 1839 (Digitalisat)
- Versuch einer neuen Erklärungsweise der electrischen Erscheinungen. Bauer & Raspe, Nürnberg 1841 (Digitalisat)
- Über das Verhalten des metallischen Kupfers zu einigen Metalllösungen. In: Journal für praktische Chemie, 24. Band, Leipzig 1841, S. 244–250 (Digitalisat)
- Das Arsenik. Sein Vorkommen, die hauptsächlichsten Verbindungen, Anwendungen und Wirkungen, seine Gefahren für das Leben und deren Verhütung, seine Erkennung durch Reagentien, und die verschiedenen Methoden zu dessen Ausmittelung, nebst einer neuen von Jedermann leicht ausführbaren zu dessen Auffindung. Schrag, Nürnberg 1843 (Digitalisat)
  - William Odling. Observations on Reinsch’s test for arsenic. (Digitalisat)
- Chemische Untersuchung der Radix Sumbulus oder Moschuswurzel. In: Jahrbücher für practische Pharmacie und verwandte Fächer, 1843, Bd. VI, S. 297–310 (Digitalisat)
- Nachträge zur chemischen Untersuchung der Radix Sumbulus oder Moschuswurzel, in: Jahrbücher für practische Pharmacie und verwandte Fächer, 1843, Bd. VII, S. 79–86 (Digitalisat)
- Radix Sumbulus (Moschuswurzel) , in: Buchners Repertorium für die Pharmacie, 1843, Bd. 82, S. 210–215 (Digitalisat)
- Verhalten des Angelikabalsams gegen Schwefelsäure und bei der trocknen Destillation, in: Buchners Repertorium für die Pharmacie, 1845, Bd. 89, S. 299–304 (Digitalisat)
- Über die Wirkungen des Düngers insbesondere des Humus. Deichert, Erlangen 1852 (Digitalisat)
- Erzählungen zur Unterhaltung und Belehrung aus dem Bereiche der Landwirthschaft und Naturwissenschaft : Welche insbesondere auch als Lesebücher für Land- u. Bürgerschulen geeignet sind. Deichert, Erlangen Band I (1853) (Digitalisat); Band II (1855) (Digitalisat)
- Grundriß der Chemie für den Unterricht an technischen Lehranstalten : so wie zur Selbstbelehrung für angehende Pharmaceuten, Techniker und Gewerbetreibende ; nebst einem Anhange über die chemische Technologie.  Bassermann & Mathy, Mannheim 1854 (Digitalisat)
- Versuch einer von der atomistischen Ansicht abweichenden Erklärungsweise der chemischen Verbindungen. Junge, Erlangen 1854 (Digitalisat)
- Taschenbuch der Flora von Deutschland nach Linnéischem Systeme und Koch'scher Pflanzenbestimmung zum Gebrauche für botanische Excursionen. Becher, Stuttgart 1855 (Digitalisat)
- Die Schöpfung : Vom Standpunkte der speculativen Naturforschung und der heiligen Schrift aus dargestellt. Palm, Erlangen 1856 (Digitalisat)
- Grundlinien der Naturerkenntniß. Lang, Speyer 1856 (Digitalisat)
- Naturgeschichte in Bildern. Ein Hilfsbuch für den ersten naturhistorischen Unterricht in Schulen und zur Unterhaltung für die Jugend. Braun & Schneider,  München [1858] (Digitalisat)
- Lehrbuch der Technologie für den Unterricht an technischen Schulen und zur allgemeinen Belehrung, insbesondere auch für Gewerbetreibende bearbeitet. Buchner, Bamberg 1859  (Digitalisat)
- Lehrbuch der Naturgeschichte für Schulen : mit einem naturhistorischen Atlas unter dem Titel: Naturgeschichte in Bildern ; (H. Nat. 68 in Fol.)   Braun & Schneider, München 1859 (Digitalisat)
- Über die Eigenschaften u. Zusammensetzung des Chenopodins : Über das Carviolin. [ca. 1865] (Digitalisat)
- Über die Luft, als die unversiegbare Quelle alles Lebens, über ihre Bedeutung für die Landwirthschaft. Jacob, Erlangen 1866 (Digitalisat)
- Über die Bodenverbesserung als Grundlage der Landwirthschaft nebst einer neuen, leicht ausführbaren Untersuchung des Ackerbodens. Deichert, Erlangen 1867 (Digitalisat)
- Das Wasser und seine Bedeutung für das Leben der Pflanze insbesondere der ökonomischen Gewächse. Jacob, Erlangen 1868 (Digitalisat)
- Neue Versuche zur Beweisführung, dass die Pflanze ihren Kali- und Phosphorsäuregehalt grossentheils der Luft entnimmt. (Separatabzug aus dem Neuen Jahrbuch für Pharmacie.)  E. Besold, Erlangen [1873?] l(Digitalisat)
- Beschreibung und Anleitung zum Gebrauche der physikalischen Apparate, welche in der mechanischen Werkstätte der Gewerbschule zu Erlangen für die Wiener Weltausstellung angefertigt worden sind. Erlangen 1873  (Digitalisat)
- Zusammenstellung der Resultate, welche in der agricultur-chemischen Versuchsstation Erlangen bezüglich der Aufnahme der Aschenbestandtheile der Pflanzen, insbesondere der Phosphorsäure und des Kali aus der Luft erhalten worden sind. Deichert, Erlangen 1874 (Digitalisat)